# Hemerobius pallidus
Hemerobius pallidus is een insect uit de familie van de bruine gaasvliegen (Hemerobiidae), die tot de orde netvleugeligen (Neuroptera) behoort. 
Hemerobius pallidus is voor het eerst wetenschappelijk beschreven door Uddman in 1790.